# 다카정
다카정(일본어: 多可町)은 일본 효고현 다카군 중앙부에 있는 정이다. 효고현 기타하리마 현민국으로 구분되어 있다.
다카군의 가미정, 나카정, 야치요정 등 3개 정이 합병해 성립한 정이다.
정사무소를 옛 나카정 사무소에 세우고 옛 가미정 사무소와 옛 야치요정 사무소를 각각 가미 지역국, 야치요 지역국으로 해 지역 자치구로서 나카구, 가미구, 야치요구가 설치되었다.

## 지리
효고현의 거의 중앙에 위치한다.

## 역사
정사무소는 구 나카정 사무소에 두고, 구 가미정 사무소와 구 야치요정 사무소는 각각 가미 지역국, 야치요 지역국으로 칭하고 있다. 2018년 10월 22일에 다카정 신청사가 개청했으며, 부지 면적 4291㎡, 연면적 4921㎡, 내진설계, 철골구조, 지상 4층, 높이 22.6m로 지어졌다. 내진구조를 갖춘 철골조이며, 지상 4층, 높이 22.6m이다. 69대의 주차장을 갖추고 있다. 설계 및 시공관리는 주식회사 아즈사 설계, 시행은 니시마쓰건설 주식회사가 맡았으며, 총 사업비는 약 26억 엔이 들었다.
- 1924년 4월 1일 - 나카촌이 정으로 승격해 나카정이 되었다.
- 1960년 1월 1일 - 가미촌과 야치요촌이 각각 정으로 승격해 가미정, 야치요정이 되었다.
- 2005년 11월 1일 - 나카정, 가미정, 야치요정이 합병해 다카정이 되었다.

## 인구
2010년 실시된 국세조사에 따르면, 지난 국세조사 대비 인구 증감률을 보면 4.91% 감소한 23,110명이며, 증감률은 현내 41개 시군 중 30위, 49개 행정구역 중 38위를 기록했다.
| 연도                         | 인구     | ±% |
| ---------------------------- | -------- | -- |
| 1970                         | 26,282명 | —  |
| 1975                         | 26,252명 | —  |
| 1980                         | 26,095명 | —  |
| 1985                         | 26,179명 | —  |
| 1990                         | 25,745명 | —  |
| 1995                         | 25,440명 | —  |
| 2000                         | 25,331명 | —  |
| 2005                         | 24,304명 | —  |
| 2010                         | 23,104명 | —  |
| 2015                         | 21,200명 | —  |
| 2020                         | 19,261명 | —  |
| Himeji population statistics |          |    |

## 교통

### 도로
- 국도 제427호선 (일본)(일본어판)